# Василије Гофијен
Василије Гофијен (XVIII век — XIX век) био је сликар из Рисна.

## Дело
Василије Гофијен сликао је 1785. крст на иконостасу цркве у Грађанима у Црној Гори, по наруџбини кнеза Војина Никчева Кнежевића, а 1796. иконостас у цркви светог Николе у Градишту, у Паштровићима.